# ريكاردو ألفيس فيرنانديز
ريكاردو ألفيس فيرنانديز (بالبرتغالية: Ricardo Alves Fernandes‏) (6 نوفمبر 1982 بالبرازيل - ) هو لاعب كرة قدم برازيلي في مركز الدفاع. لعب مع نادي الاتحاد ونادي الزمالك ونادي فاسكو دا غاما وPattaya United F.C. (2008) ‏.

## وصلات خارجية
- ريكاردو ألفيس فيرنانديز على موقع قاعدة بيانات كرة القدم.إي يو (الإنجليزية)
- ريكاردو ألفيس فيرنانديز على موقع Soccerway.com (الإنجليزية)